# Transpersonell psykologi
Transpersonell psykologi är en skola inom psykologin som studerar den transcendentala eller andliga aspekten av det mänskliga sinnet. Den transpersonella psykologin grundades officiellt 1969 i Kalifornien då Abraham Maslow, Stanislav Grof och Anthony Sutich gav ut första numret av tidskriften Journal of Transpersonal Psychology (JTP, 1969). JTP beskriver transpersonell psykologi som "studiet av mänsklighetens högsta potential, och erkännandet, förståelsen och insikten av förenande, andliga och transcendenta medvetandetillstånd" (Lajoie and Shapiro, 1992:91). Transpersonell psykologi omfattar andlig självutveckling, höjdpunktupplevelser, mediala upplevelser, systematisk trans (meditation) och studier av paranormala företeelser.
Den transpersonella psykologin har utvecklats främst ur psykoanalys och humanistisk psykologi. Formuleringen av transpersonell psykologi hänvisas ofta till en av Sigmund Freuds elever Roberto Assagioli men även Carl Jung utforskade aspekter av det andliga och kollektiva medvetandet. Roberto Assagioli utarbetade en modell över medvetandets struktur som kan 'tillåta' förekomsten av transpersonella upplevelser. Ken Wilber tog fram en teori över medvetandets utveckling i vilken den transpersonella upplevelsen blir en naturlig del. 

## Definitioner av transpersonell psykologi
Definitionen som tidskriften Journal of Transpersonal Psychology anger är att "den har utvecklats som ett oberoende verktyg för att studera och tydliggöra kommunikation av transpersonella upplevelser, begrepp och metoder. Den accepterar som sitt område hela skalan av den mänskliga medvetenheten, särskilt de delar som är transpersonella som når genom, över och bortom den mänskliga personligheten. Som ett huvudämne och en orientering i psykologi, utövar det transpersonella perspektivet både objektiva och subjektiva former av kunskap. Den ansluter nutida utbildning, vetenskap och kliniska metoder med personlig, social och andlig förståelse. Den angår och berör full mänsklig utveckling, integrering av psykologisk och andlig erfarenhet och transcenderar självet". D.v.s. det som ger en föraning av det som tycks ligga bortom det mänskliga vetandets gränser och som kan leda till ny förståelse och nya insikter.
Lajoie and Shapiro (1992) utförde en genomgång av fyrtio definitioner av transpersonell psykologi som förekom i litteratur under perioden 1969 till 1991. De upptäckte att fem nyckelteman särskilt framträdde i följande definitioner: medvetandetillstånd, högre eller slutgiltig potential, bortom egot eller personligt själv, transcendens och det andliga. "Dessa fenomen inkluderar orsakerna, verkningarna och korrelaten hos transpersonella upplevelser, såväl som disciplinerna och praktikerna inspirerade av dessa" (Walsh & Vaughan, 1993, s. 203).

## Områdets utveckling
Bland de tänkare som skapat förutsättningarna för en plattform för transpersonella studier står följande personer att finna: William James, Sigmund Freud, Otto Rank, Carl Jung, Abraham Maslow och Roberto Assagioli (Cowley & Derezotes, 1994; Miller, 1998; Davis, 2003). Forskning av Vick (1988) låter förstå att den tidigaste förekomsten av termen "transpersonell" kan hittas i föreläsningsanteckningar som William James förberett för en termin på Harvard University 1905-6. En större motivationsfaktor bakom initiativet att etablera denna skola hos psykologin var Abraham Maslows redan publicerade arbete rörande höjdpunktsupplevelser. Maslows arbete växte fram ur 1960-talets humanistiska rörelse, och gradvis blev termen "transpersonell" associerad vid en särskild psykologiskola inom den humanistiska rörelsen.
1969 var Abraham Maslow, Stanislav Grof och Anthony Sutich initiativtagarna bakom publiceringen av det första numret av tidskriften Journal of Transpersonal Psychology, den ledande akademiska tidskriften inom fältet. Detta följdes snart av grundandet av Association for Transpersonal Psychology (ATP) 1972. Tidigare presidenter av föreningen inkluderar Alyce Green, James Fadiman, Frances Vaughan, Arthur Hasting, Daniel Goleman, Robert Fager, Ronald Jue, Jeanne Achterberg och Dwight Judy. På 1980-90-talet utvecklades området av författare så som Jean Houston, Stanislav Grof, Ken Wilber, Michael Washburn. Frances Vaughan, Roger Walsh, Stanley Krippner, Michael Murphy, Charles Tart, David Lukoff, Vasily Nalimov och Stuart Sovatsky. Medan Wilber har ansetts vara en inflytelserik skribent och teoretiker inom området, så har sedan dess disassocierat sig själv från rörelsen till förmån för vad han kallar integral approach. 
Dagens transpersonella psykologi omfattar även infallsvinklar på hälsa och samhällsvetenskap. Transpersonella perspektiv appliceras även på sådana skiftande området som psykologi, psykoterapi, antropologi, sociologi, farmakologi, tvärkulturella studier (Scotton, Chinen and Battista, 1996; Davis, 2003) och socialt arbete. (Cowley & Derezotes, 1994) För närvarande är transpersonell psykologi, särskilt jungiansk och arketypisk psykologi, integrerad, åtminstone till en viss omfattning, i många psykologiinstitutioner på amerikanska och europeiska universitet. Tranpersonella terapier är också inkluderade i många terapeutiska praktiker. 
Högre lärosäten som har tagit upp rön från transpersonell psykologi inkluderar The Institute of Transpersonal Psychology (USA), California Institute of Integral Studies (USA), John F. Kennedy University (USA), Burlington College (USA), Liverpool John Moores University (Storbritannien), University of Northhampton (Storbritannien] och Naropa University (Colorado) Det finns också starka kopplingar mellan det transpersonella och humanistiska perspektivet. Detta är inte förvånande med tanke på att transpersonell psykologi inledningsvis föddes inom den humanistiska psykologin. (Aanstoos, Serlin & Greening, 2000).
Följande grenar anses allmänt vara skolor inom den transpersonella psykologin: jungiansk psykologi, djuppsykologi (omdöpt till arketypisk psykologi av James Hillamn), den andliga psykologin av Robert Sardello (2001) psykosyntes skapat av Roberto Assagioli och teorierna av Abraham Maslow, Stanislav Grof, Timothy Leary, Ken Wilber, Michael Washburn och Charles Tart.
Transpersonell psykologi blandas ofta ihop med parapsykologi beroende på att de har vissa gemensamma drag och den okonventionella forskningsinriktningen inom båda områdena: parapsykologi tenderar dock att fokusera mer på det "synska" och den transpersonella psykologin på det "andliga" (trots relativt grova kategoriseringar är detta fortfarande en användbar distinktion i detta sammanhang). Medan parapsykologin lutar mer åt den traditionella vetenskapliga epistemologin (laboratorieexperiment, statistik, forskning på kognitiva tillstånd, tenderar transpersonell psykologi att vara mer närbesläktad med humaniora och hermeneutiska discipliner (humanism, existentialism, fenomenologi, antropologi), även om den alltid inkluderat moment från experimentell och statistisk forskning. 
Transpersonell psykologi blandas ibland ihop med new age. Fastän det transpersonella perspektivet har många överlappande intressen med teorier och tänkarna som är associerade med termen "new age", så är det fortfarande problematiskt att placera transpersonell psykologi inom en sådan ram. Transpersonell psykologi är en akademisk disciplin, inte en religiös eller andlig rörelse och många av områdets ledande författare, bland andra Sovatsky (1998) och Rowan (1993), har pekat på problematiska aspekter av new age-hermeneutik. Associationer mellan transpersonell psykologi och new age har antagligen varit en bidragande orsak till misslyckande med att få transpersonell psykologi att bli mer formellt accepterat inom den professionella lärokroppen, American Psychological Association (APA). Ett signifikant genombrott i den här kontexten var den framgångsrika etableringen av en transpersonell psykologi-sektion inom British Psychological Society (Storbritanniens motsvarighet till APA) 1996, delgrundad av David Fontana, Ingrid Slack och Martin Treacy, "den första sektionen av sitt slag i ett västvetenskapligt samhälle" enligt Fontana (Fontana et. al, 2005, s. 5).

## Forskningsområden
Det transpersonella perspektivet inkluderar många forskningsområden. Följande lista är tagen från Scotton, Chinen och Battista (1996) och inkluderar: 
- Bidragen från andliga traditioner - Hinduism, Yoga, Buddhism, Shamanism, Kabbalah, Sufism och kristen mysticism - till psykiatri och psykologi.
- Vuxnas och äldres andliga utveckling
- Meditationsforskning och kliniska aspekter av meditation
- Medvetandeforskning
- Psykedelisk psykofarmakologi
- Parapsykologi
- Tvärkulturella studier och antropologi
- Diagnoser av religiösa och andliga problem
- Vård av före detta medlemmar i sekter
- Transpersonell psykoterapi
- Missbruk och återhämtning
- Guidad bildterapi
- Andningsarbete
- Nära-döden-upplevelser (NDU)
- Tidigare liv-terapi
- Ekologisk överlevnad
- Ledarskapsstudier
- Social förändring

## Bidrag till det akademiska fältet
Fastän alla modeller av mänsklig utveckling förstås som intellektuella abstraktioner av verkligheten, så har den transpersonella psykologin skapat signifikanta bidrag till förståelsen av mänsklig utveckling och medvetande. 
En av avgränsningarna i transpersonell teori är mellan författare som presenterar en tämligen linjär och hierarkisk modell av mänsklig utveckling, såsom Timothy Leary och Ken Wilber, och författare som presenterat en pluralistisk eller icke-linjär modell av mänsklig utveckling så som Michael Washburn och Ralph Metzner.
Timothy Leary, som ursprungligen var en professionell psykolog och psykologiprofessor, bidrog avsevärt till den transpersonella psykologin med formuleringen av sin Eight Circuit Model of Consciousness, beskriven i hans bok Info-Psychology.
Ken Wilbers primära bidrag till fältet är teorin om ett spektrum av medvetande bestående av tre breda kategorier: det förpersonliga eller för-egoiska, det personliga egoiska, och det transpersonella eller trans-egoiska Miller, 1998).
En mer detaljerad version av hans spektrum teori inkluderar nio olika nivåer av utveckling, i vilken nivå 1-3 är förpersonliga nivåer, nivå 4-6 är personliga och nivå 7-9 är transpersonliga (Cowley & Derezotes, 1994).
Wilber har porträtterat medvetandets utveckling som en hierarkisk, stegliknande, konceptuell modell, med högre nivåer överlägsna de lägre nivåerna, och medvetandet framåtskridande genom lägre nivåer till högre nivåer. Varje ny nivå integrerar den föregående nivån samtidigt uppvisande nya egenskaper endast associerade med den högre nivån (Kasprow & Scotton, 1999). Varje nivå inkluderar även en specifik typ av personlighetsstruktur och en möjlig sårbarhet för särskilda patologier tillhörandes den aktuella nivån (Cowley & Derezotes, 1994). Baserat på Wilbers arbeten har transpersonella psykologer också argumenterat i favör till möjliga differentieringar mellan för-rationella psykiatriska problem och autentiska transpersonella problem. Förvirringen mellan dessa två kategorierna sägs leda till vad transpersonell teori kallar "för/trans felslut", misstaget att ta transpersonella tillstånd för att vara för-rationella tillstånd (Cowley & Derezotes, 1994; Lukoff et al., 1998).
I kontrast till Leary och Wilber, så har Ralph Metzner och Michael Washburn presenterat modeller av mänsklig utvecklingen som inte är hierarkiska eller linjära. Metzner är böjd åt en teori som är pluralistisk, och förkastar idén om linjär utveckling. Washburn presenterar en modell som är inspirerad av jungianskt och psykoanalytiskt tänkande, vilken kan karakteriseras som en spiral. Enligt Washburn så uppstår personen ur psykets förmedvetna djup. Senare, i livets första halva, så når utvecklingen stadiet av normal egoisk funktion. I livets senare halva, om utvecklingen går väl, så kan personen ha möjlighet att återvända till, och reintegrera, det primordiala psykets djup. Inom ramarna för Washburns teori kan denna reintegration sägas ta plats i en högre, trans-egoisk nivå. (Kasprow & Scotton, 1999).
Transpersonell psykologi har även fört klinisk uppmärksamhet till en rad psykoreligiösa och psykoandliga problem. Cowley & Derezotes (1994) noterar att transpersonell teori har en förståelse av andlighet som är integral till den mänskliga naturen och är grundläggande aspekt av varandet. Denna förståelse skiljer sig något från den populära föreställningen att andlighet är försanthållande av trossatser, eller mått på kyrkobesökfrekvens; egenskaper som snarare kan ses som indikationer på och resultat av den psykoreligiösa dimensionen. Psykoreligiösa problem har att göra med möjliga psykologiska konsekvenser av en persons involvering med trosdogmer och praktik hos en organiserad religiös institution. Bland dessa problem finns erfarenheter relaterade till byte av kyrkosamfund eller konvertering, intensifikation av religiös tro eller praktisk, tappad tro, och att gå med i eller lämna en nyreligiös rörelse eller sekt. 
Psykospirituella problem är erfarenheter av en annan kategori än religiösa problem. Dessa problem har att göra med en persons förhållande till existentiella frågor, eller frågor som transcenderar ordinär vardaglig verklighet. Många av dessa psykologiska problem diskuteras inte av mainstreampsykologin. Bland dessa problem återfinns psykiatriska problem relaterade till förlorad tro, nära-döden-upplevelser, mystiska upplevelser, kundaliniuppvaknande, shamanistisk initiationskris, synskt uppvaknande, föregående liv, besatthetstillstånd, meditationsrelaterade problem, och separation från en andlig ledare. Vissa meditationsrelaterade problem, som exempel, kan ha att göra med det faktum att inkorporerandet av östkontemplativa system till ett västerländsk sammanhang inte alltid varit känslig för den sociokulturella kontext där de dessa växte fram (Turner et al., 1995; Lukoff et al., 1998), en detalj som kan ge västerländska praktiserare avsevärda hermeneutiska (tolkande eller förklarande) problem.
Uttrycket "Spiritual Emergence"  myntades av Stanislav och Christina Grof (1989) för att beskriva ett gradvis utvecklande och framträdande av psykoandliga kategorier i en persons liv. I fall där andligt utvecklande är intensifierad bortom individens kontroll kan det leda till ett andligt krisstilstånd (Spiritual Emergency). Ett andligt kristillstånd kan orsaka avsevärda störningar i psykologisk, social, och arbetslivsfunktion, och många psykoandliga problem beskrivna ovan kan karakteriseras som andliga kristillstånd. (Lukoff et al., 1998). 
På grund av psykoreligiösa och psykoandliga problem har den transpersonella gemenskapen skapat ett förslag för ett nytt diagnostiskt kriterium kallat "religiösa eller andliga problem" i början 1990-talet. Denna kategori inkluderades senare i fjärde upplagan av den diagnostiska manualen DSM under kategorin "andra tillstånd som kan kräva klinisk uppmärksamhet". ode V62.89 (American Psychiatric Association, 1994; Lu et al., 1997). Enligt transpersonella teoretiker, så är inkluderandet en del av en större kulturell känslighet hos manualen och kan gynna en ökad förståelse mellan olika områden av psykiatri och religion/andlighet) Turner et al., 1995; Sovatsky, 1998)

## Kritik mot den transpersonella psykologin
Kritik mot den transpersonella psykologin har framförts av flera kommentatorer. En av den tidigaste framfördes av den humanistiska psykologen Rollo May, som ifrågasatte de konceptuella grunderna hos transpersonell psykologi (Aanstos, Serling & Greening, 2000). May var särskilt orolig över den bristande nivån av reflektion över människans mörka sida. En liknande kritik framfördes av Alexander (1980) som ansåg att transpersonell psykologi, i ljuset av tänkandet hos William James, representerade en filosofi som misslyckades med att ta hänsyn till ondska. Denna kritik har tagits tillvara hos senare transpersonell teori som har varit mer villig att reflektera över dessa dimensionerna hos det mänskliga varandet (Scotton, Chinen and Battista, 1996; Daniels, 2005). Kritik har också framförts av den kognitiva psykologen och humanisten Albert Ellis (1989) som har ifrågasatt den transpersonella psykologin vetenskapliga status och förbindelse till religion och mystik. 
Friedman (2000) har kritiserat den transpersonella psykologin för att vara underutvecklad som vetenskapligt område. Han skiljer vidare mellan transpersonell psykologi som ett vetenskapligt psykologiskt område och det större område hos transpersonella studier, som enligt författaren, kan inkludera en rad ovetenskapliga infallsvinklar. Doktriner eller idéer hos många färgstarka personligheter, som var eller är andliga ledare i västvärlden så som Gurdjieff eller Alice Bailey, assimileras ofta in i den transpersonella psykologins mainstream. Denna utveckling anses i allmänhet skadlig för de transpersonella psykologernas strävan att få en säker och respekterad akademisk status. Dock anser Scotton, Chinen and Battista (1996) att mycket av denna kritik kan tystna om man skiljer mellan forskningsfältet och en populär mainstreamscen utanför detta.
Den kan också argumenteras att många psykologer inte strikt håller sig till traditionella skolor hos psykologin, de flesta psykologer intar en eklektisk infallsvinkel. Detta kan innebära att de listade transpersonella kategorierna anses vara psykologiska standardsubdiscipliner; religiös omvändelse faller inom ramarna för socialpsykologi, alternativa medvetandetillstånd inom fysiologisk psykologi (ett delområde inom psykobiologi) och andligt liv inom religionspsykologin. Transpersonella psykologer håller dock inte med om den infallsvinkel till dessa fenomen som intas av den traditionella psykologin, och hävdar att de transpersonella kategorierna har förkastats som tecken på olika varianter av mental ohälsa eller som en regression till infantila stadier av den psykosomatiska utvecklingen. Alltså, som illustrerat av för/trans-felslutet, har religiösa och andliga upplevelser i det förflutna setts som antingen regressiva eller patologiska och behandlats som sådana.